# Шишова, Зинаида Константиновна
Зинаида Константиновна Шишо́ва (в замужестве — Брухнова; 23 сентября [5 октября] 1898, 23 сентября 1898 или 11 [23] сентября 1898, Одесса, Херсонская губерния — 1977[…], Москва) — русская советская писательница, поэтесса и переводчица.

## Биография
Зинаида Константиновна Шишова родилась 11 (23) сентября 1898 года в Одессе, в семье дворянина, учителя гимназии, проживавшей в Школьном переулке, 4 (ныне переулок Ушинского). Отец Зинаиды, Константин Данилович Шишов, преподавал математику в женской гимназии О. В. Кандыбы (ул. Херсонская, 17). Мать, по семейному преданию, происходила из семьи французов Рибадо.
Начиная с 4-го класса гимназии, Зинаида начала зарабатывать, давая частные уроки. В 1916 году окончила гимназию.
В 1917 году поступила на юридический факультет Новороссийского университета в Одессе (училась здесь в 1917—1918 годах). Здесь Зика (так звали её в те годы друзья) стала членом студенческого Литературно-художественного кружка, затем литературного кружка «Зеленая лампа», членами которого были Э. Г. Багрицкий, В. П. Катаев, Ю. К. Олеша, Анатолий Фиолетов. Многократно выступала на творческих вечерах одесских поэтов с чтением своих стихов. Была одним из авторов «Первого альманаха Литературно-художественного кружка», изданного в Одессе в январе 1918 года.
В 1918 году вышла замуж за своего однокурсника по юридическому факультету Натана Беньяминовича Шора (1897—1918), более известного под литературным псевдонимом Анатолий Фиолетов. Натан Шор был старшим братом Осипа Беньяминовича Шора, послужившего прототипом Остапа Бендера, знаменитого героя романа «Двенадцать стульев». Оба брата Шор служили в Одесском уголовном розыске. Натан Шор был убит 14 ноября 1918 года в столкновении с бандитами. Свою единственную одесскую книгу стихов «Пенаты», вышедшую в издательстве «Омфалос», Зинаида Шишова посвятила Анатолию Фиолетову.
После гибели Н. Б. Шора, Зинаида изменила свою жизнь, принимала участие в Гражданской войне, служила бойцом продотряда, затем в отделе по борьбе с бандитизмом под началом красного комиссара Акима Онуфриевича Брухнова (1887, Одесса — осуждён 13. 11. 1937, погиб в лагере), выходца из яицких казаков, за которого в 1921 году вышла вторым браком замуж.
В 1928 году окончила курсы по подготовке дошкольных работников, заведовала яслями, детскими садами в 1928—1930 годах, работала статистиком Райадминотдела в болгарском национальном районе (1930 г.), секретарем юрчасти треста «Коопхарч» в Одессе (1930—1934). После ареста мужа в годы сталинских репрессий одна воспитывала ребёнка.
В 1936 году были изданы воспоминания З. Шишовой об Э. Багрицком. После 1936 года начала печататься, публиковалась в журналах «Красная новь», «30 дней» (повести и рассказы для детей, «Кавалер Махаон», «Хутор дружбы», «Мама» и другие). В 1940 году был опубликован первый исторический роман З. К. Шишовой — «Великое плавание» (о путешествии Христофора Колумба). Пишет роман «Город у моря» («Год вступления 1918»).
В 1940 году переезжает в Ленинград, встаёт на учёт в Союзе писателей. Получает кооперативную квартиру в «писательском доме», на набережной Канала Грибоедова, д. 9.
Написала поэму «Блокада», выступала с чтением стихов на ленинградском радио, в годы Великой Отечественной войны, в блокадном Ленинграде. Выступала с чтениями в Союзе писателей. Историческая повесть для детей «Джек-Соломинка», посвященная восстанию Уота Тайлера в Англии (1381), в основном была написана в 1942 году во время блокады и закончена после эвакуации. Поэтессу в послеблокадном Ленинграде разыскивал американский журналист Гаррисон Солсбери, автор книги «900 дней. Блокада Ленинграда», опубликованной на русском языке в 1996 году, в этой книге приводились её неизданные стихи.
Летом 1942 года была эвакуирована из блокадного Ленинграда в Москву, на самолёте, при посредничестве Александра Фадеева. В 1943 году в Москве вышли поэма З. Шишовой «Блокада». В 1944 году подготовила сборник стихов «Стихи о Гвардии сержанте», стихи о советском солдате, проделавшем путь Ленинград — Сталинград, III Белорусский фронт — Берлин. Сборник был «Советским писателем» отклонен. В 1945—1946 годах переводила стихи эстонских и литовских поэтов. Однако литературная жизнь писательницы в целом складывалась неблагополучно, и она написала письмо И. В. Сталину, на котором им была поставлена резолюция, давшая писательнице возможность публиковаться.
Послевоенные книги Шишовой, историко-приключенческие романы, в основном адресованы детям. Наиболее известна историческая повесть «Джек-Соломинка» (1943), действие которого разворачивается в средневековой Англии на фоне восстания Уота Тайлера. Переводила с молдавского и литовского языков. Все прозаические книги писательницы пользовались читательским спросом и многократно переиздавались.
Умерла в Москве в декабре 1977 года.
Зинаида Шишова стала прототипом Лики, одной из героинь пьесы Нины Воронель «Оглянись в слезах» о подмосковном Доме творчества «Голицыно». Также упоминается в повести «Алмазный мой венец» Валентина Катаева как муза «Зеленой лампы» одесского литературного общества. О трагической истории любви и гибели молодых поэтов написаны статьи и очерки, посвященные этой истории, среди авторов — Елена Яворская («История Любви и смерти»), Елена Каракина («По следам юго-запада»), Вадим Лебедев (газета «Совершенно секретно», № 47 (365) 19.11.1999).
Сын — Марат Акимович Брухнов (12.11.1924, Одесса — 2007, Москва), участник войны. Выпускник МГИМО, работал в Польше, в Москве более десяти лет работал редактором в издательстве «Молодая гвардия». Известен как переводчик прозы (Курт Воннегут, Норман Мейлер, Ирвинг Стоун, Мак Бейн и др.)

## Творчество
- Шишова З. К. Сильнее любви и смерти/ Серия: «Образы былого»/ Коктебель, 2011.

Поэзия
- «Первый альманах Литературно-художественного кружка». Одесса, 1918.
- «Пенаты». Одесса: «Омфалос», 1919.

Исторические повести для детей и юношества
- «Великое плавание» (1940).
- «Джек-Соломинка» (1943).
- «Путешествие в страну Офир» (опубл. 1977).

В соавторстве с С. А. Царевичем:
- роман «Приключения Каспера Берната в Польше и других странах» (1962).

Автобиографический роман
- «Год вступления 1918» (1957)

## Восприятие
- Академик Дмитрий Моисеевич Петрушевский (1863—1942), известный русский историк-медиевист, ознакомившись с рукописью романа «Джек-Соломинка», объявил, что автор заслуживает звания кандидата исторических наук[7].
- Любопытное литературное свидетельство популярности в послевоенные годы романа Зинаиды Шишовой «Джек-Соломинка» — повесть Н. Максименко «Новые земли Александра Кубова» (М.: Детская литература, 1978).